# Disney's Beach Club Resort
Le Disney's Beach Club Resort est un hôtel du complexe de Walt Disney World Resort qui a ouvert le 5 novembre 1990 et comprend 584 chambres et 29 suites.
En 2002, l'hôtel a été agrandi avec une section de 208 appartements Disney Vacation Club nommée Villas du Disney's Beach Club Resort. Il fait partie d'un complexe d'hôtels, le Disney's Yacht & Beach Club Resort.

## Le thème
Le complexe hôtelier permet de revivre dans une station balnéaire de la côte est des États-Unis, principalement les plages de la Nouvelle-Angleterre durant les années 1870 avec un bâtiment de couleur bleu et blanc.

## Les bâtiments
Les deux hôtels de cinq étages sont reliés par un bâtiment hébergeant les restaurants et boutiques. Derrière cette jonction un centre de congrès a été construit au-dessus d'un canal délimitant au nord le complexe et le séparant des parkings. Au sud le complexe donne sur le Crescent Lake et fait face au Disney's BoardWalk. Tout l'ensemble (de même que le BoardWalk) est l'œuvre de l'architecte Robert AM Stern.
La partie Beach Club est située à l'ouest du complexe du Disney's Yacht & Beach Club Resort. Côté lac, le hall donne sur une cour qui se prolonge par le ponton et son phare. La cour située ensuite à l'ouest accueille un kiosque, plutôt une folie (gazebo), pour des mariages au bord d'un port, celui de la marina qui donne son nom à l'hôtel. Derrière le bâtiment une petite piscine existe avec, depuis 2002, un terrain de tennis.
L'aile supplémentaire pour le DVC a été construite en 2002 et est située à l'arrière du Beach Club. Chaque hôtel possède sa propre entrée avec une grande porte cochère en bordure du canal et accessible par un pont.
L'aile construite en 2002 enjambe en partie le canal pour permettre l'accès direct depuis le parking. Elle est de couleur bleu légèrement vert d'eau. Le bâtiment prend la forme d'un Y avec une branche supérieure menant à la porte cochère du Beach Club, l'autre branche supérieure enjambant le canal. Une petite avancée simule une jonction entre les deux parties de l'hôtel. Une piscine a été construite dans le creux des branches supérieures du Y, le long du canal.
La construction détruisit deux terrains de tennis et une gare de bus. La gare fut déplacée de l'autre côté du canal accessible grâce à un nouveau pont piétonnier mais les tennis furent définitivement perdus. Un terrain fut toutefois construit à l'opposé près de la piscine du Yacht Club.

## Les services de l'hôtel

### Les chambres
Les chambres et suites sont spacieuses et décorées avec des motifs nautique ou de plage.
- Les chambres peuvent accueillir au maximum 5 personnes. Elles comprennent une grande salle de bains, un espace de toilette séparé et un balcon lumineux. Les prix en 2005, d'après le site officiel, pour une nuit débutent à partir de :
  - 470 $ pour les chambres avec vue sur le lagon, les jardins ou la forêt.
  - 345 $ pour les chambres avec vue sur le canal ou une piscine (Water/Pool View
  - 289 $ pour la chambre standard

Il est possible d'avoir une chambre plus large avec l'option Deluxe à partir de 455 $.
- Les suites peuvent accueillir jusqu’à 8 personnes.
  - Suite Junior (525 $) pour 4 avec deux lits simples et un convertible.
  - Suite deux chambres (1 135$) avec deux options
    - Normale pour 4 avec deux chambres, deux salles de bains et un salon
    - Tourelle pour 8 avec deux chambres et deux salles de bains et sont situe dans les tours de l'hôtel.

  - Suite Vice-présidentielle (1 220 $) pour 6 avec deux chambres, une salle de bains et un salon.
  - Suite Amiral pour 6 avec deux chambres, deux salles de bains, un salon et une kitchenette.
  - Suite Présidentielle (1 560 $) pour 6 avec deux chambres et deux salles de bains

### Les villas duDisney Vacation Club
Les villas sont en réalité des appartements classés selon deux critères, la vue et le type. Les vues possibles sont celle sur la piscine ou le canal (Water View), sur les bois (Garden/Wetlands View), les jardins (Courtyard View) ou sur le parc d'Epcot (Epcot View).
Pour l'autre critère, il existe le type studio avec un lit, un convertible dans le salon et une kitchenette. Un micro-onde, une machine à café et un réfrigérateur sont à votre disposition dans le coin cuisine.
- Le type studio permet d'accueillir jusqu'à 4 personnes à partir de 289 $.

Il est aussi possible d'avoir des appartements avec une, deux ou trois chambre(s) et une salle à manger pour jusqu'à 8 personnes. Ces derniers proposent une vraie cuisine, un baignoire à bulles et un magnétoscope.
- La version une chambre pour 4 est à partir 390 $
- La version deux chambres pour 8 est à partir de 545 $.

### Les restaurants et bars
- Cape May Cafe est le restaurant situé dans le Beach Club entre le hall de cet hôtel et la partie commune. Il donne sur Stormalong Bay. Il propose dans un décor balnéaire et une ambiance familiale des spécialités de la mer. Les moules, clams, et autres fruits de mers côtoient tout de même des pâtes et du poulet, le homard est toutefois en option payante. Au petit-déjeuner Dingo et ses amis s'invitent à table.

### Les boutiques
- Atlantic Wear and Wardrobe Emporium est la boutique équivalente sur le thème de la plage. Elle est située juste à gauche du hall principal du Beach Club et donne sur la cour avec le terrain de volley.

### Les activités possibles
Voir complexe